# Port-au-Prince
 Denne artikel omhandler Haitis hovedstad. Opslagsordet har også en anden betydning, se Port-au-Prince (arrondissement).
Port-au-Prince er hovedstaden i Haiti på øen Hispaniola. I kommunen bor der omkring 1 million mennesker. Med forstæder er byen med sine 2,6 millioner indbyggere (2018) den største by. I hele departementet Ouest er der over 4 millioner indbyggere (2015).
Byens primære eksportvarer er kaffe og sukker.
Byen led massivt under det voldsomme jordskælv i begyndelsen af 2010, hvor over 100.000 mennesker frygtes omkomne som følge af styrtede huse og generel dårligdom i gaderne.

## Historie

### Området inden grundlæggelsen af Port-au-Prince
Før Christopher Columbus' ankomst var det område, som senere blev til Port-au-Prince, ikke permanent beboet. I slutningen af det 15. århundrede var området under herredømme af Bohechio, Taíno cacique af Xaragua. Han frygtede i lighed med sine forgængere at lave bosættelser for tæt på kysten, da sådanne bosættelser havde vist sig at være fristende mål for Cariberne, som boede på omkringliggende øer. I stedet fungerede området som jagtområde. 
Med spaniernes ankomst blev de amerikanske indianere tvunget til at acceptere en status som protektorat og Bohechio, som døde barnløs, blev efterfulgt af sin søster Anacaona, som var hustru til caciquen Caonabo. Anacaona forsøgte at opretholde gode forbindelser med spanierne, men dette viste sig svært, da disse blev ved med at kræve stadig højere tributter. Til sidst besluttede den spanske koloniadministration selv at overtage styret, og i 1503 gik den daværende guvernør Nicolas Ovando i gang med at afslutte Anacaonas régime. Han inviterede hende og andre stammeledere til en fest, og da indianerne havde drukket en hel del vin – spaniolerne drak ikke ved denne lejlighed – beordrede han hovedparten af gæsterne dræbt. Anacaona blev sparet, men kun for at blive hængt offentlig nogen tid senere. Som følge af vold og sygdom decimerede de spanske bosættere den indfødte befolkning.
Da direkte spansk styre over området var blevet etableret grundlagde Ovando en bosættelse ikke langt fra kysten (vest for Etang Saumâtre), som ironisk nok fik navnet Santa Maria de la Paz Verdadera, som dog blev opgivet adskillige år senere. Ikke længe efter grundlagde Ovando Santa Maria del Puerto. Denne bosættelse blev først brændt af af franske opdagelsesrejsende i 1535 og derpå igen af englænderne i 1592. Disse angreb viste sig for meget for den spanske koloniadministration, og i 1606 besluttede den at opgive området.
I over 50 år faldt befolkningstallet i området, som i dag er Port-au-Prince. Til sidst begyndte nogle fribyttere at bruge den som base, og hollandske købmænd begyndte at anløbe den på jagt efter læder, da der store mængder vildt i området. Omkring 1650 begyndte franske pirater eller flibustiers, som manglede plads på Île de la Tortue at ankomme til kysten og de grundlagde en koloni ved Trou-Borded. Da kolonien voksede etablerede de et hospital ikke langt fra kysten på Turgeau-højderne. Dette førte til at området blev kendt som Hôpital.
Selv om der ikke havde været nogen egentlig spansk tilstedeværende i Hôpital i over 50 år fastholdt Spanien sit formelle krav på området, og den voksende tilstedeværelse af de franske flibustiers på åbenlyst spansk område provokerede den spanske krone til at sende castilianske soldater til Hôpital for at generobre den. Missionen blev en katastrofe for spanierne, da de var i undertal og havde underlegne våben. I 1697 underskrev den spanske regering Ryswick-traktaten, hvor den gav afkald på et hvert krav på Hôpital. Omkring dette tidspunkt etablerede franskmændene også baser ved Ester (en del af Petite-Rivière) og Gonaïves.
Ester var en rig landsby beboet af købmænd og anlagt med lige gader. Det var her guvernøren boede. På den anden side var det omkringliggende område, Petite-Rivière, temmelig fattigt. Efter en stor brand i 1711 blev Ester forladt. Den franske tilstedeværelse i området forsatte imidlertid med at vokse og ikke længe efter blev en ny by grundlag mod syd: Léogâne.
Under den første franske tilstedeværelse i Hôpital var området der senere skulle komme til at rumme Port-au-Prince beboet af flibustiers, men da området blev en rigtig fransk koloni begyndte koloniadministrationen at bekymre sig om disse piraters fortsatte tilstedeværelse. Mens de var nyttige til at afværge englændere, som havde planer om at forgribe sig på fransk område, var de forholdsvis uafhængige og ikke tilbøjelige til at følge ordrer fra koloniadministrationen, og var samtidig en trussel mod den. Derfor forsøgte områdets guvernør Choiseul-Beaupré i vinteren 1707 at fjerne denne trussel. Han insisterede på at få kontrol over hospitalet, men flibustiererne nægtede idet de anså dette for ydmygende. De valgte at lukke hospitalet frem for at overgive kontrollen med det til guvernøren og mange af dem blev habitans (landmænd) – de første langfristede europæiske indbyggere i området.  
Selv om fjernelsen af flibustiers som gruppe fra Hôpital styrkede koloniadministrationens autoritet betød det også at området blev et langt mere attraktivt mål for englænderne. Med henblik på at beskytte området sejlede en kaptajn ved navn Saint-André i 1706 ind i bugten lige nedenfor hospitalet i skibet Le Prince. Det siges, at kaptajnen kalde området for Port-au-Prince (hvilket betyder "Havnen for Le Prince"), selv om havnen og det omkringliggende område blev ved med at være kendt under navnet Hôpital (småøerne i bugten havde imidlertid allerede været kendt som les îlets du Prince så tidligt som 1680.)
Englænderne gav ikke anledning til vanskeligheder, og forskellige adelige søgte om tildeling af land i Hôpital fra den franske krone. Den første adelige, som fik kontrol over Hôpital var Sieur Joseph Randot. Ved hans død i 1737 fik Sieur Pierre Morel kontrol over en del af området, mens Gatien Bretton des Chapelles anskaffede en anden del af det. 
På dette tidspunkt var koloniadministrationen overbevist om at der var behov for at vælge en hovedstad, for bedre at kunne styre den franske del af Santo-Domingo (Hispaniola). I en periode søgte Petit-Goâve og Léogane at opnå denne status, men begge blev til sidst udelukket af forskellige grunde. 
For det første var ingen af dem centralt placeret. Petit-Goâve var plaget af malaria og Léoganes topografi gjorde den vanskelig at forsvare. Derfor blev der i 1749 bygget en ny by: Port-au-Prince.

### Kolonihistorie
I 1770 efterfulgte Port-au-Prince Cap-Français (vore dages Cap-Haïtien) som hovedstad i kolonien Saint-Domingue, og i 1804 blev den hovedstaden i det nyligt uafhængige Haïti. Inden den haitianske uafhængighed blev den erobret af britiske tropper den 4. juni 1794. Under de franske og haitianske revolutioner havde den navnet Port-Républicain, inden den blev omdøbt til Port-au-Prince af Jacques 1., kejser af Haiti. Da Haiti blev delt i et kongedømme (Kongeriget Haiti) i nord og en republik i syd blev Port-au-Prince hovedstad i republikken under ledelse af Alexandre Pétion. Henri Christophe omdøbte byen til Port-aux-Crimes efter mordet på Jacques 1. ved Pont Larnage (nu kaldet Pont-Rouge, der ligger nord for byen.)

## Befolkning
Befolkningen i Port-au-Princes metropolregion er større end 2 millioner. Størstedelen af befolkningen er af afrikansk oprindelse, men et betydeligt mulat-mindretal har kontrollen over byens forretninger. Der er en stort antal af spanske bosættere og et mindre antal fra Kaukasien (de fleste fremmed-fødte). Indbyggere fra Mellemøsten (nogle syrere og libanesere) er en lille minoritet med en betydelig rolle i hovedstaden. Arabere (hvor et stort antal bor i hovedstaden) er mere end før, boende i finansområder, hvor størstedelen af dem laver forretninger. De fleste mulatter i byen bor i rigere områder af Port-au-Prince.

## Transport
Det vigtigste offentlige kommunikationsmiddel i Port-au-Prince og Haiti er dekorerede pickupper og busser kendt som tap-tap.
Alle de vigtigste transportårer på Haiti går i nærheden af eller igennem hovedstaden. Landet har tre motorveje: Route Nationale #1, som begynder i Port-au-Prince og går nordover til byerne Montrouis og Gonaïves, Route Nationale #2, som går sydover til Léogâne, Petit Goâve og Les Cayes og Route Nationale #3, en dårlig og lidet brugt vej fra byen til Mirebalais, Hinche, Cap-Haïtien og det centrale højland.
Port-au-Prince er Haitis vigtigste havneby og har også en lufthavn,Toussaint L'Ouverture internationale lufthavn, som ligger ti kilometer nord for byen og åbnede i 1965 (som François Duvalier-lufthavnen). Lufthavnen står for de fleste internationale flyvninger til og fra Haiti.

## Bygninger og seværdigheder
På ave Christophe i den centrale del af Port-au-Prince ligger det traditionsrige Hotel Oloffson, opført i viktoriansk stil i slutningen af 1800-tallet, hvor det fungerede som bolig for daværende præsident Tirésias Simon Sam.